# Rita Cosby
Rita Cosby (ur. 18 listopada 1964 w Nowym Jorku) – amerykańska dziennikarka telewizyjna, trzykrotna laureatka Nagrody Emmy.

## Życiorys
Córka Dunki i polskiego byłego powstańca warszawskiego Ryszarda Kossobudzkiego, który po upadku powstania znalazł się w niemieckiej niewoli, z której uciekł w 1945, a po wojnie wyemigrował do USA i zmienił nazwisko na Cosby.
Ukończyła Greenwich High School, a potem Uniwersytet Karoliny Południowej. Już w czasach szkolnych współpracowała z miejscową gazetą, a podczas studiów – z telewizyjną siecią Fox. Później pracowała także dla sieci MSNBC i CBS.
W swojej karierze przeprowadziła liczne, głośne wywiady ze znanymi postaciami, m.in. z politykami: Jaserem Arafatem, Arielem Szaronem i Slobodanem Miloševiciem (który poprosił ją o wywiad, przebywając w więzieniu w Hadze), a także z: bokserem M. Tysonem, piosenkarzem M. Jacksonem i odbywającym karę dożywocia seryjnym mordercą, Davidem Berkowitzem. Była pierwszą reporterką, która dotarła do więźniów w Guantánamo.
W Polsce stała się znana m.in. po tym, jak opublikowała książkę pt. Quiet Hero: Secrets From My Father's Past (Cichy bohater. Tajemnica przeszłości mojego ojca) o przeżyciach ojca, żołnierza AK, w 1944.
W 2017 otrzymała Nagrodę im. Macieja Płażyńskiego w kategorii dziennikarz zagraniczny publikujący na temat Polski, Polaków i Polonii.
W 2019 została odznaczona Krzyżem Komandorskim Orderu Zasługi Rzeczypospolitej Polskiej za wybitne zasługi w popularyzowaniu wiedzy o polskiej historii, za osiągnięcia w pracy dziennikarskiej.